# Cascade Locks
Cascade Locks – miasto w Stanach Zjednoczonych, w stanie Oregon, w hrabstwie Hood River.